# Horacio Peña
Horacio Peña (Buenos Aires, 31 de octubre de 1943) es un actor argentino de cine, teatro y televisión.

## Carrera
Integró el Elenco Estable del Teatro Municipal General San Martín entre 1980 y 1990. En teatro, participó en La Venganza de Don Mendo con dirección de Norma Aleandro, He visto a Dios, protagonizado por Osvaldo Terranova, Hamlet junto a Alfredo Alcón, Los cuernos de Don Friolera de Valle Inclán, Santa Juana, de B. Shaw, Stéfano, de Armando Discépolo, María Estuardo de Schiller, Las Brujas de Salem de A. Miller, Fuenteovejuna de L. De Vega, Galileo Galilei de B. Brecht, Shylock de Shakespeare, Lo que va dictando el sueño de G. Gambaro, entre muchos otros. Con Rubén Szuchmacher como director, protagonizó varios espectáculos entre los que se encuentran El loco y la monja, Muñeca, Polvo Eres, Lo que pasó cuando Nora dejó a su marido,  Amor de Don Perlimplín con Belisa en su jardín, Extinción, La Biblioteca de Babel y Decadencia. 
Peña hizo numerosas apariciones en  películas. Debutó en 1966 con Del brazo con la muerte con dirección de Carlos Lao y protagonizada por Julio Bianquet y Rodolfo Crespi. Luego vinieron Abierto de 18 a 24 junto al actor Gerardo Romano, Matar al abuelito, La furia, Luna de Avellaneda, Cordero de Dios y Condenados, entre otras.
Fue en la televisión donde su rostro y su talento actoral se vieron más plasmados y reconocidos por el público en tiras, unitarios y ciclos como Rosa... de lejos, Los especiales de ATC, El mundo del espectáculo, Atreverse, Manuela, Zona de riesgo, Mi cuñado, Alta comedia, Montaña rusa, Los médicos de hoy 2, La condena de Gabriel Doyle, Verano del 98, Tiempo final, Abre tus ojos, Mujeres asesinas, Herederos de una venganza e Historias de corazón, entre muchas otras.

## Películas
- 2019: Pájaros rojos
- 2013: Condenados
- 2008: Cordero de Dios
- 2007: Tres minutos
- 2006: Las manos
- 2005: Cordón express
- 2005: Hermanas
- 2004: Los esclavos felices (la secta)
- 2004: Luna de Avellaneda
- 2001: Cabeza de tigre
- 2001: Pescado crudo (filmada en video, sin estreno comercial)
- 1997: La furia
- 1993: Matar al abuelito
- 1992: Rapado
- 1988: Abierto de 18 a 24
- 1978: El jardín de los cerezos
- 1966: Del brazo con la muerte

## Televisión
| Año       | Título                             | Rol                | Canal    | Notas                                               |
| --------- | ---------------------------------- | ------------------ | -------- | --------------------------------------------------- |
| 1979      | Selenio... o el poder que ama      |                    | ATC      | Reparto principal                                   |
| 1979      | La posada del sol                  |                    | Canal 13 | Reparto principal                                   |
| 1980      | Rosa... de lejos                   | Genaro Pasciarotti | ATC      | Reparto principal                                   |
| 1980      | Los especiales de ATC              |                    | ATC      | En el episodio "Mateo"                              |
| 1981      | Teatro de humor                    |                    | ATC      | En el episodio "Una noche para papá"                |
| 1981      | Las 24 horas                       |                    | ATC      | Reparto principal                                   |
| 1981      | He visto a Dios                    |                    | ATC      | Película para televisión                            |
| 1982      | Todo tuyo                          |                    | Canal 13 | Reparto principal                                   |
| 1981/1982 | El mundo del espectáculo           |                    | Canal 13 | Episodios "Noche terrible" y Extraña adopción"      |
| 1983      | Compromiso                         |                    | Canal 13 | Episodios "Hasta decirnos adiós"                    |
| 1989      | Hombres de ley                     |                    | ATC      | Episodio: El antiguo esplendor                      |
| 1990      | Atreverse                          | Miguel             | Telefé   |                                                     |
| 1991      | pasión                             |                    | Canal 13 |                                                     |
| 1991      | Manuela                            |                    | Canal 13 |                                                     |
| 1992      | Tango                              |                    | TVE      |                                                     |
| 1992      | Amores                             |                    | Telefe   |                                                     |
| 1992      | Zona de riesgo                     |                    | Canal 13 |                                                     |
| 1992      | Patear el tablero                  |                    | Canal 9  |                                                     |
| 1992      | Luces y sombras                    |                    | Canal 13 |                                                     |
| 1992      | Corazones de fuego                 | Marcos             | ATC      | Integrante del reparto principal                    |
| 1993      | Mi cuñado                          |                    | Telefé   |                                                     |
| 1993      | Esos que dicen amarse              |                    | Canal 9  |                                                     |
| 1994      | Alta comedia                       |                    | Canal 9  | Episodio "Las vueltas de la vida"                   |
| 1994/1995 | Montaña rusa                       | Guillermo          | Canal 13 |                                                     |
| 1996      | Los especiales de Doria            |                    | Canal 13 | episodio "La caída del zorro"                       |
| 1997      | El garante                         | Luis               | Canal 13 |                                                     |
| 1997      | De corazón                         | Santiago           | Telefé   |                                                     |
| 1998      | La condena de Gabriel Doyle        | Tancredi           | Canal 9  |                                                     |
| 1998/2000 | Verano del 98                      | Federico Ibarra    | Telefé   |                                                     |
| 2001      | PH, propiedad horizontal           | Julián             | Azul TV  |                                                     |
| 2001      | Los médicos de hoy 2               | Víctor             | Canal 13 |                                                     |
| 2002      | Tiempo final                       | Víctor             | Canal 13 | Episodio "El Gourmet"                               |
| 2003      | Abre tus ojos                      | Atilio Mazzini     | Canal 13 | Elenco principal                                    |
| 2005      | Botines                            |                    | Canal 13 | Episodio "Lisy"                                     |
| 2006      | Mujeres asesinas                   | Padre de Mercedes  | Canal 13 | Episodios "Mercedes, virgen" y "María, Creyente"    |
| 2009      | Epitafios                          | Funcionario        | HBO      |                                                     |
| 2010      | Cain y Abel                        | David              | Telefé   |                                                     |
| 2011      | Herederos de una venganza          | Moliné             | Canal 13 |                                                     |
| 2011      | Maltratadas                        |                    | América  | Episodios "El espejo" y "Que divino"                |
| 2012      | Dulce amor                         | Dr. Freire         | Telefé   |                                                     |
| 2013      | Historias de corazón               | Eduardo/Luis       | Telefe   | Episodios "El vestido rojo" y "El gran ilusionista" |
| 2022      | María Marta, el crimen del country | Dino Hurtig        | HBO Max  |                                                     |

## Teatro
- La Venganza de Don Mendo
- He visto a Dios
- Hamlet
- Los cuernos de Don Friolera
- Santa Juana
- Stéfano'
- María Estuardo
- Las Brujas de Salem
- Fuenteovejuna
- Galileo Galilei
- Shylock
- Lo que va dictando el sueño
- El loco y la monja
- Muñeca
- Polvo Eres
- Lo que pasó cuando Nora dejó a su marido
- Extinción
- Amor de Don Perlimplín con Belisa en su jardín
- La Biblioteca de Babel
- Decadencia
- El viejo, el joven y el mar
- Cuando nosotros los muertos despertamos